# Anachis subturrita
Anachis subturrita är en snäckart som beskrevs av Carpenter 1866. Anachis subturrita ingår i släktet Anachis och familjen Columbellidae. Inga underarter finns listade i Catalogue of Life.